# Sonerila
Sonerila är ett släkte av tvåhjärtbladiga växter. Sonerila ingår i familjen Melastomataceae.

## Bildgalleri

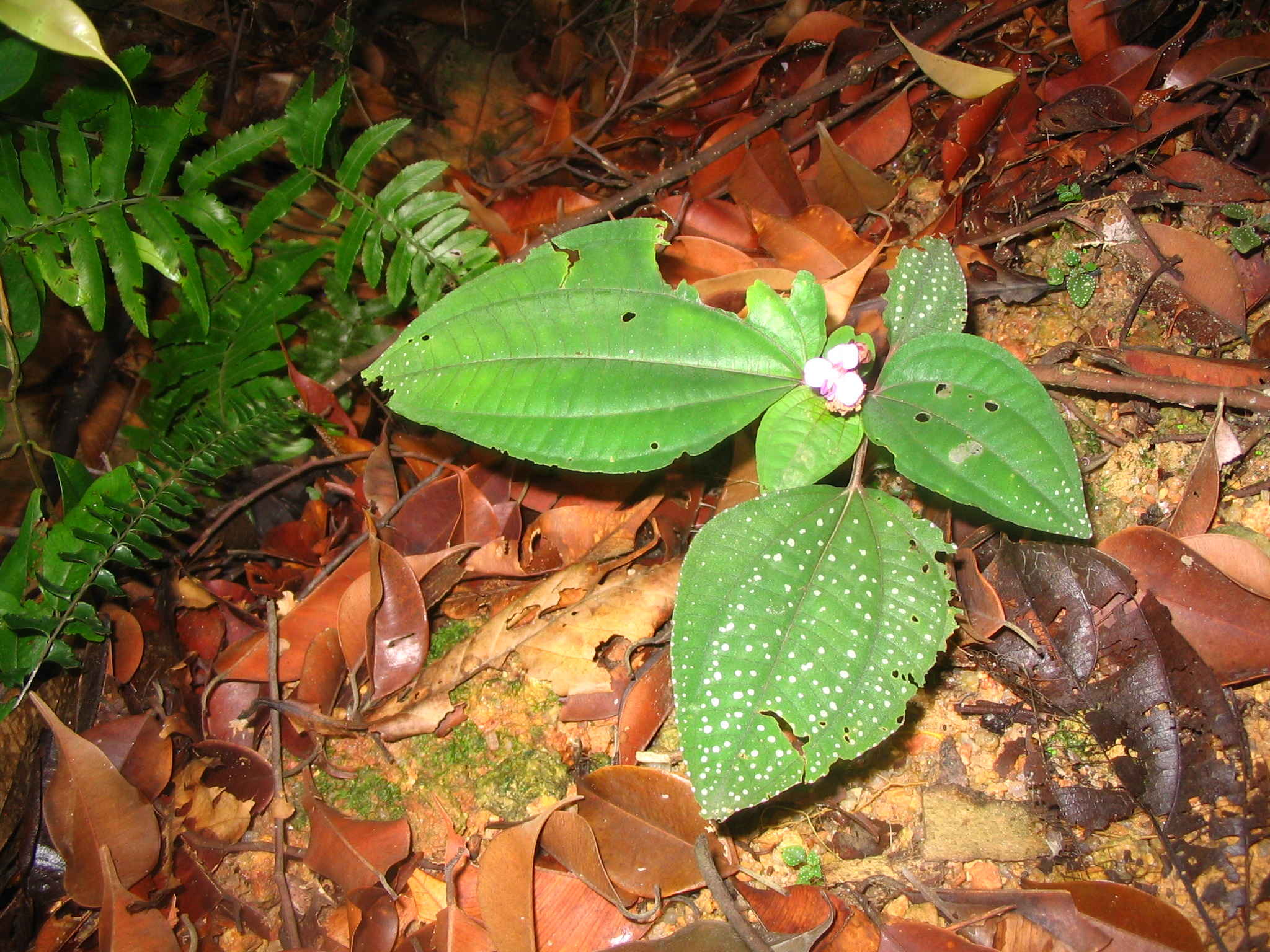
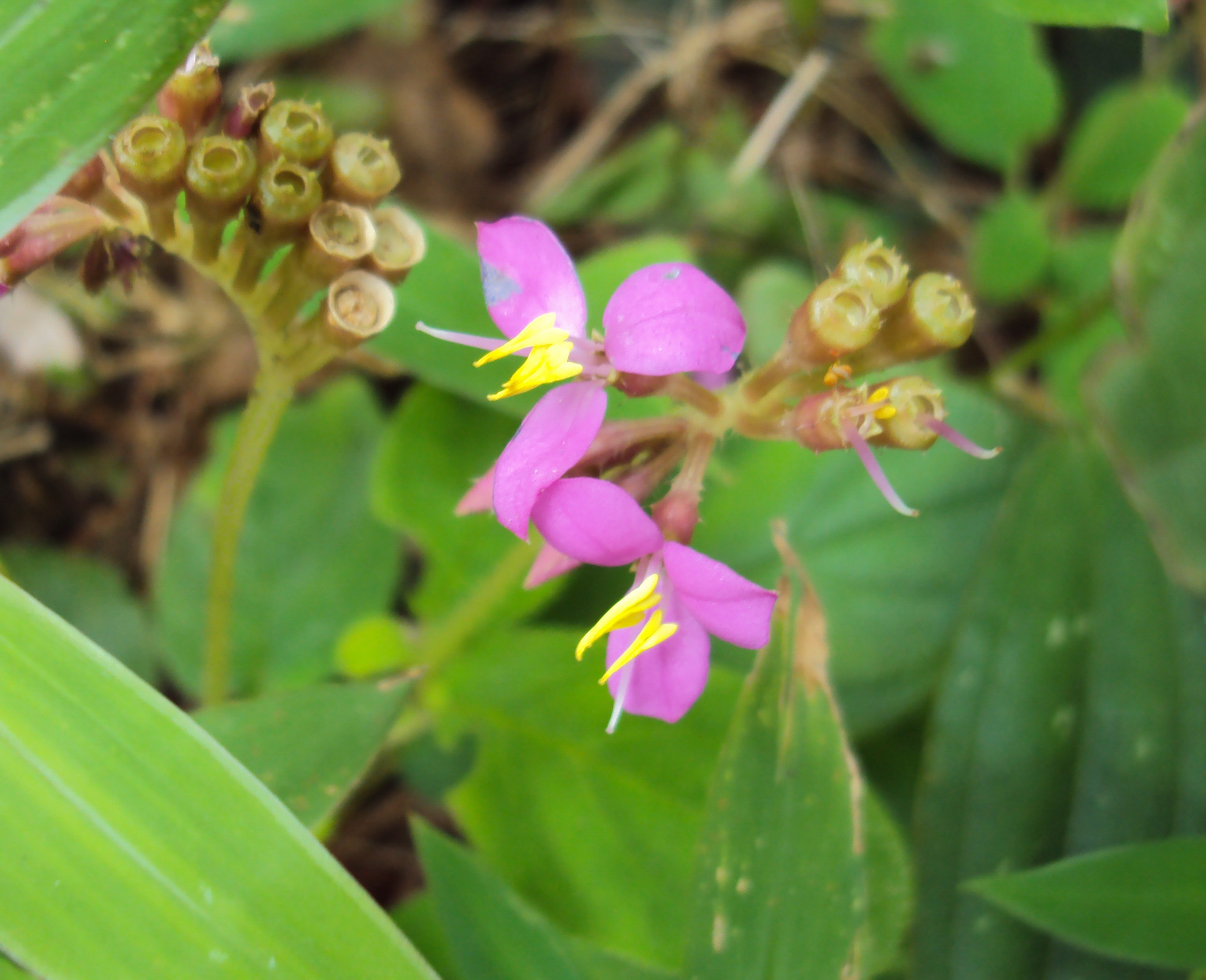
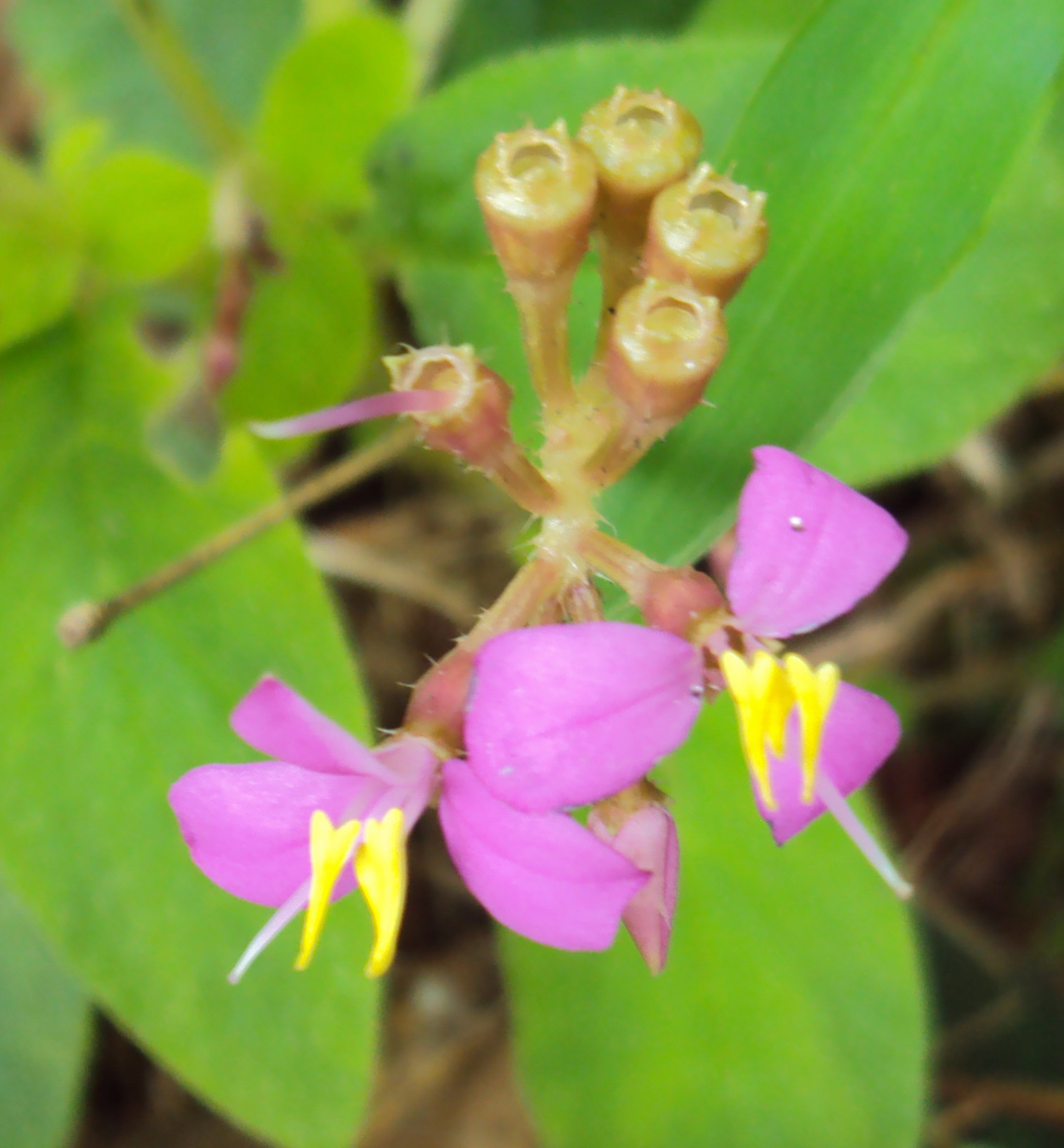
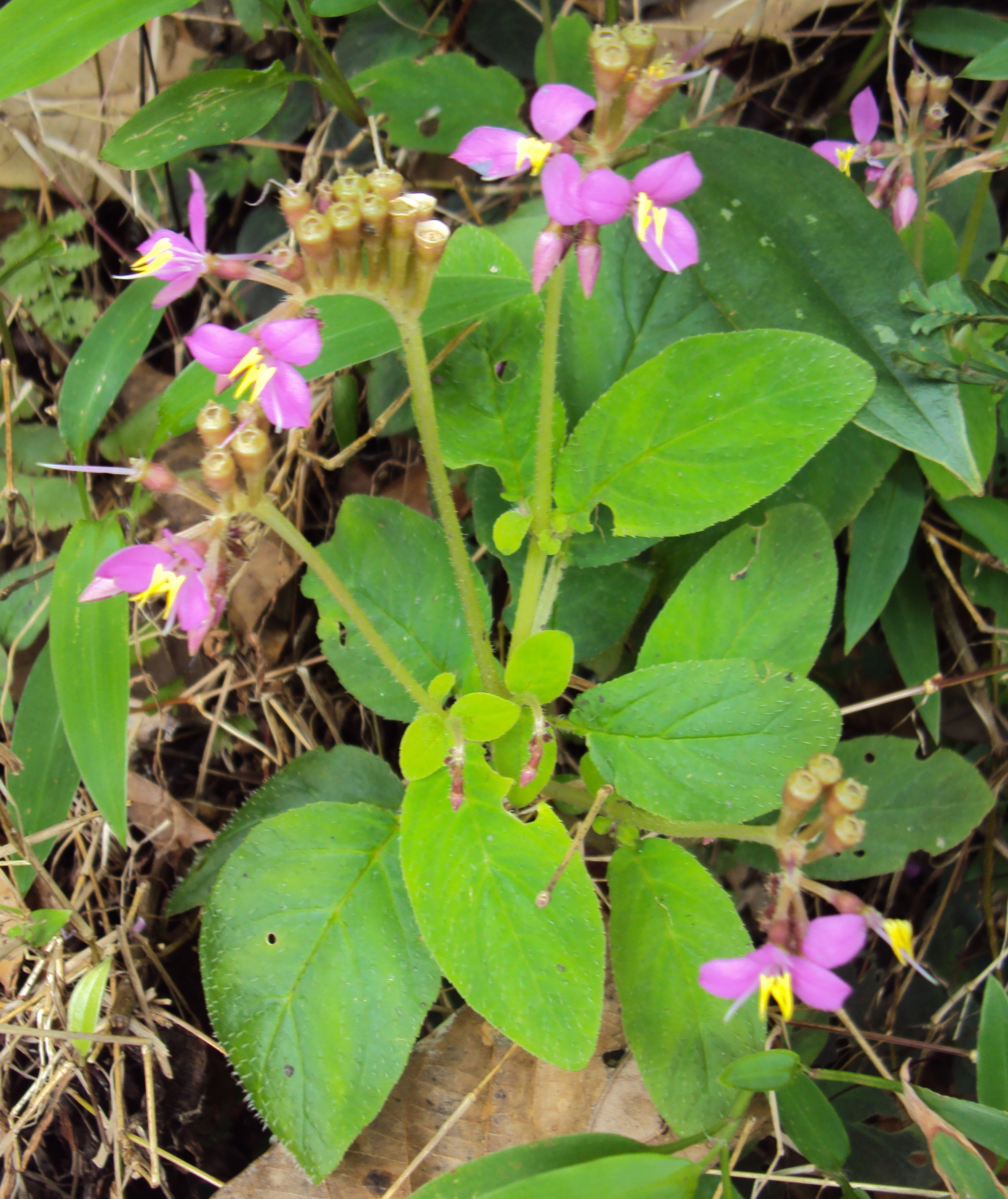
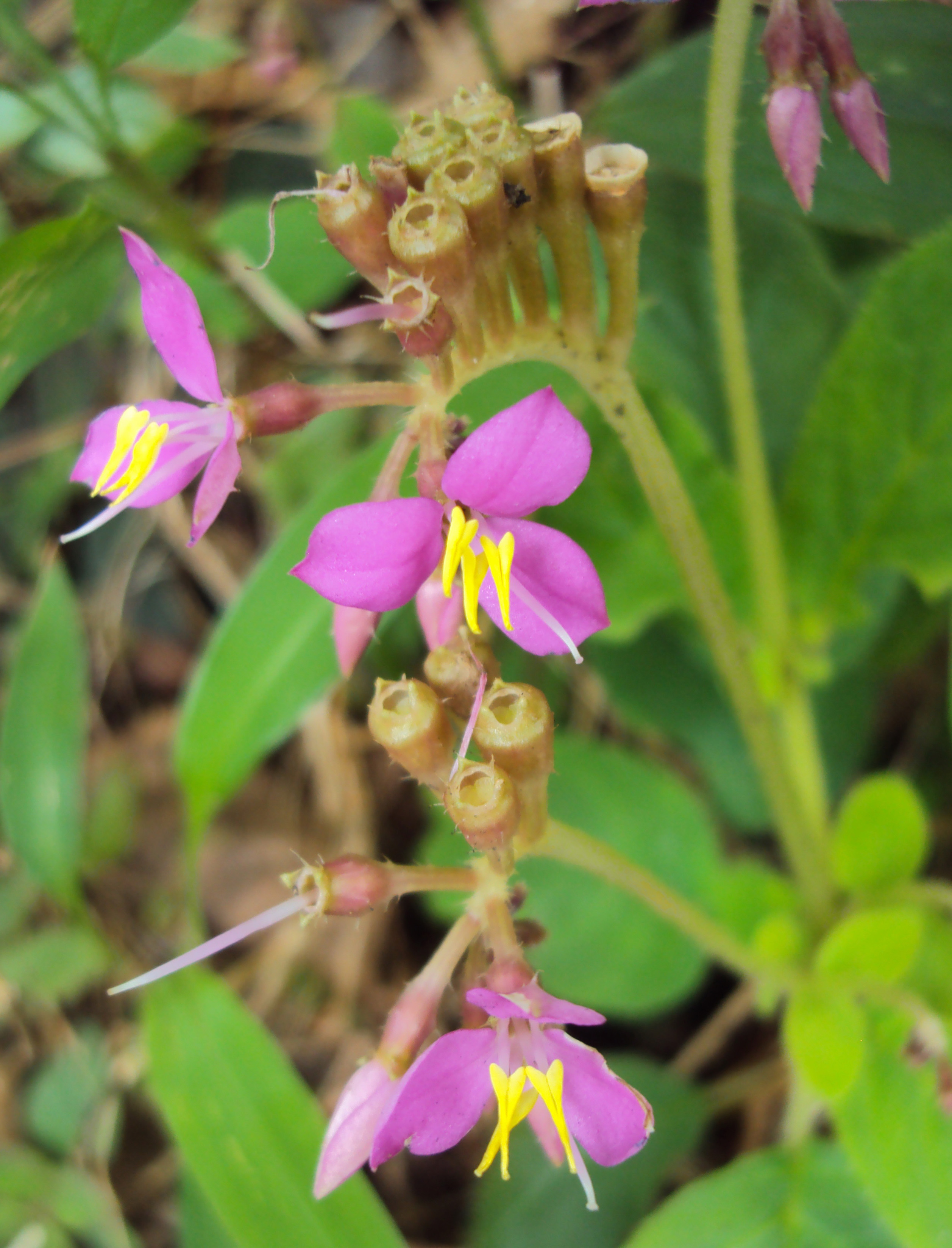
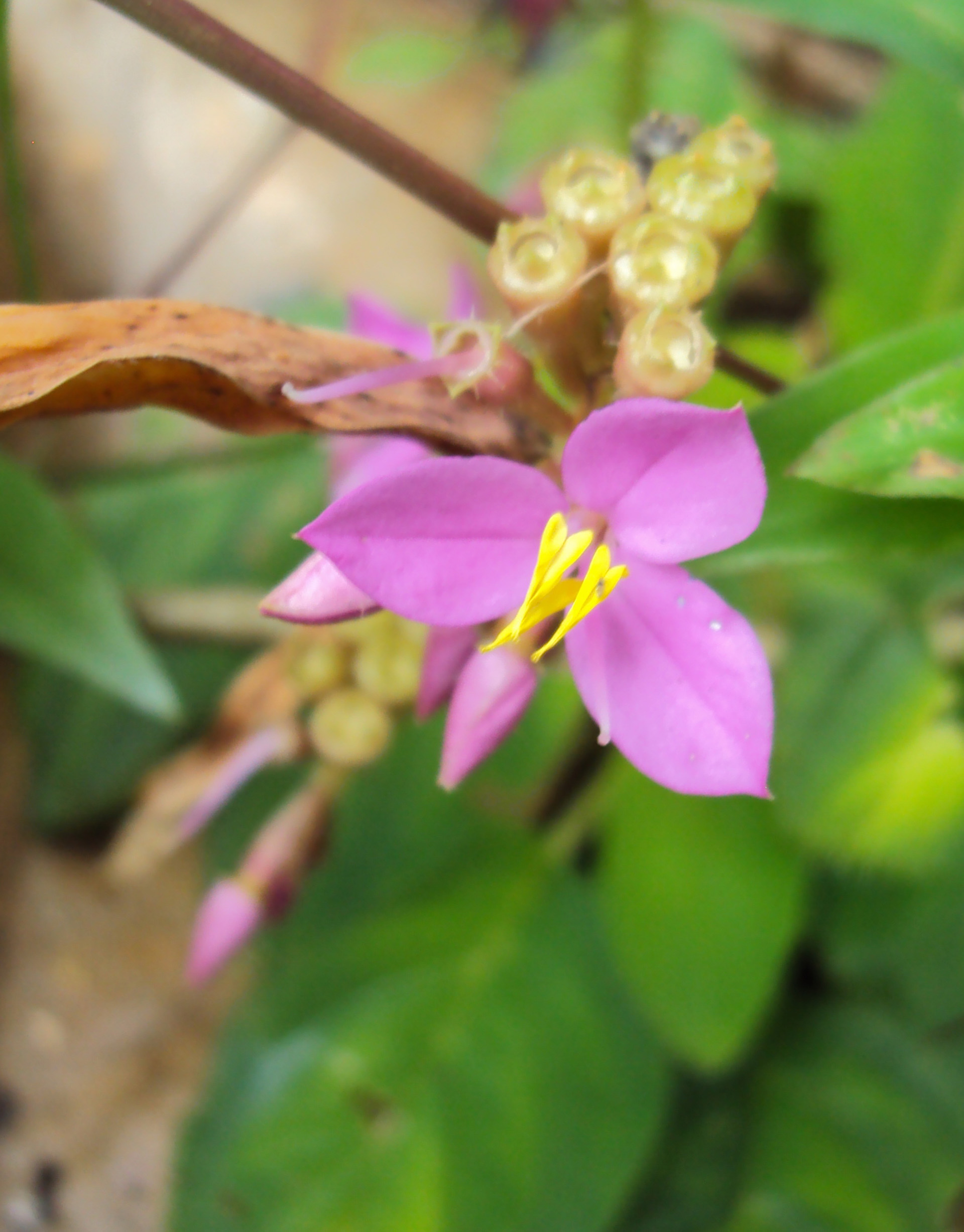

## Dottertaxa tillSonerila, i alfabetisk ordning[1]
- Sonerila affinis
- Sonerila amoena
- Sonerila anaimudica
- Sonerila arnottiana
- Sonerila biflora
- Sonerila brachyandra
- Sonerila buruensis
- Sonerila calophylla
- Sonerila cantonensis
- Sonerila cordifolia
- Sonerila crassicaulis
- Sonerila daalenii
- Sonerila decipiens
- Sonerila erecta
- Sonerila firma
- Sonerila gardneri
- Sonerila glaberrima
- Sonerila glabricaulis
- Sonerila griffithii
- Sonerila guneratnei
- Sonerila hainanensis
- Sonerila harveyi
- Sonerila helferi
- Sonerila heterophylla
- Sonerila hirsutula
- Sonerila hookeriana
- Sonerila insignis
- Sonerila integrifolia
- Sonerila khasiana
- Sonerila laeviuscula
- Sonerila lanceolata
- Sonerila maculata
- Sonerila moluccana
- Sonerila neodriessenioides
- Sonerila obliqua
- Sonerila pallida
- Sonerila papuana
- Sonerila pedunculosa
- Sonerila pilosula
- Sonerila plagiocardia
- Sonerila primuloides
- Sonerila pumila
- Sonerila rheedii
- Sonerila rhombifolia
- Sonerila robusta
- Sonerila ruttenii
- Sonerila silvatica
- Sonerila spectabilis
- Sonerila tenuifolia
- Sonerila tomentella
- Sonerila tuberculifera
- Sonerila tuberosa
- Sonerila urceolata
- Sonerila wightiana
- Sonerila violaefolia
- Sonerila zeylanica